# Dc (Unix)
dc (ein Akronym für desk calculator) ist ein Rechenprogramm für Unix respektive Unix-Derivate. Es nutzt das Prinzip der umgekehrten polnischen Notation und ist eines der ältesten Unix-Tools – sogar älter als die Programmiersprache C. In der Praxis wird bc meistens dc vorgezogen, weil Nutzer Probleme mit der umgekehrten polnischen Notation haben. Das Programm bc setzt in der POSIX-Variante auf dc auf (die GNU-Variante wurde neu entwickelt). Erste Versionen sowohl von dc als auch von bc wurden von Lorinda Cherry bei den Bell Labs entwickelt.

## Beispiele
Anmerkung: das p am Ende der Eingabe steht für print und gibt das Ergebnis, genauer das oberste Element des Stacks, aus. In den Beispielen wird das Ergebnis in der letzten Zeile mit aufgeführt. Alle Leerzeichen und -zeilen mit Ausnahme derer, die zwischen Ziffern stehen, sind optional. Die Syntax mag etwas eigenwillig erscheinen und unterscheidet sich grundlegend von der, die man beispielsweise in einen Taschenrechner eintippen würde (ältere programmierbare Taschenrechner der Firma Hewlett Packard wie z. B. der HP-41C funktionierten auch so). Das liegt daran, dass dc stack-basiert arbeitet. Das erste Beispiel würde verbal übersetzt lauten „schiebe (push) die beiden Elemente sechs und acht auf den Stack, entferne (pop) sie mit dem Multiplikations-Operator, multipliziere sie und schreibe das Ergebnis wieder auf den Stack, gib danach den Inhalt des Stacks auf den Bildschirm aus“.
Multiplikation:
Berechnet {\displaystyle 6\cdot 8}
```
6 8 * p
48
```

Mehrere Rechenarten kombiniert:
Berechnet {\displaystyle {\sqrt {\left(12+\left(-3\right)^{4}\right) \over 11}}-22}:
```
12 _3 4 ^ + 11 / v 22 - p
-20
```

### Register
Neben dem Stack können auch Register benutzt werden. Mit s<Name des Registers> (z. B. sc für das Register mit dem Namen c) werden Werte darin gespeichert (s = englisch store ‚speichern‘), mit l<Name des Registers> daraus geholt (l = englisch load ‚laden‘).
Das erste Beispiel mit Register:
```
8 sc 6 lc * p
48
```

Der einzelne Wert in einem Register ist genau genommen das oberste Element eines ganzen Stack:
Sc schiebt einen Wert auf den Stack des Registers c,
und Lc entfernt einen Wert von dort (und legt ihn auf den anonymen Stack):
```
8 Sc 6 Lc * p
48
```

Mit eckigen Klammern werden Zeichenketten gebildet. Sie können auch in Registern gespeichert werden. Folgendes Beispiel berechnet {\displaystyle (3+1)\cdot 2} mit Hilfe eines Registers (m):
```
[1 + 2 *] sm
3 lm x p
8
```

Das x führt die Berechnung aus, die im obersten Stack-Wert steht.
Es lassen sich mit dc auch Makros ausführen:
```
dc
 
-e
 
'[[Gib einen Wert in Meter an oder drücke 0 um zu beenden]psj]

sh[q]sz[lhx?d0=z10k39.370079*.5+0k12~1/rn[ Fuß ]Pn[ Zoll]P10Pdx]dx'

```

Hier wird nicht mehr die dc-eigene Shell verwendet, sondern das Makro mit dem Schalter -e (für englisch expression ‚Ausdruck‘) an dc übergeben. Das Skript rechnet die Maßeinheit Meter in Fuß und Zoll um.